# Mabel Strickland
Mabel Edeline Strickland (ur. 8 stycznia 1899, zm. 29 listopada 1988) – maltańska dziennikarka prasowa i polityk; córka Geralda, premiera Malty. Była redaktor naczelną anglojęzycznych "The Times of Malta" (1935-1950) i "The Sunday Times of Malta" (1935-1956) oraz założycielką (1953), przywódczynią i sekretarz Postępowej Partii Konstytucyjnej (Progressive Constitutional Party). Kilkukrotna członkini parlamentu. Nigdy nie nauczyła się języka maltańskiego.